# Aylin Nazlıaka

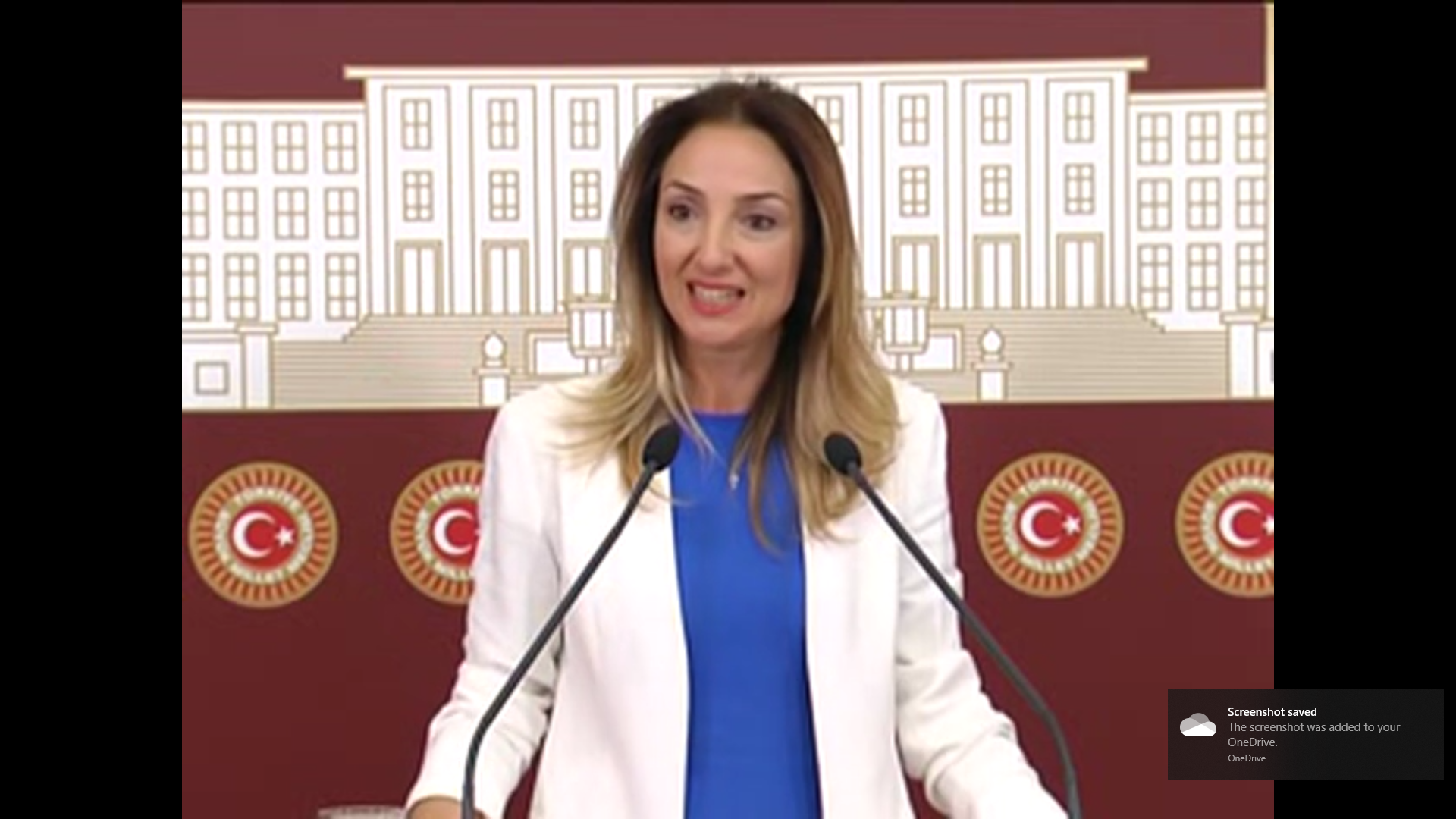
Aylin Nazlıaka, 2013

Aylin Nazlıaka (* 3. Dezember 1968 in Ankara) ist eine türkische Wirtschaftswissenschaftlerin und Politikerin der CHP. Seit 2020 ist sie Vorsitzende der Frauenvereinigung der Republikanische Volkspartei. 

## Werdegang
Nazlıaka absolvierte einen Bachelor-Studiengang in Wirtschaftswissenschaften an der Technischen Universität des Nahen Ostens, Ankara und nahm am „Emerging-Leaders“-Programm der John F. Kennedy School of Government an der Harvard University in Cambridge (Massachusetts) teil. 1992 gründete sie ihr eigenes Unternehmen, die „HRM Consulting“, die inzwischen in 52 Ländern der Erde tätig ist. 2010 nominierten sie die Delegierten der CHP des Wahlbezirks Ankara zur Kandidatin für die anstehenden Wahlen zur Großen Nationalversammlung der Türkei. 2011 wurde sie als Abgeordnete in die Große Nationalversammlung gewählt. Dort war sie Mitglied des Ausschusses zu Harmonisierungsfragen EU-Türkei.
Im Jahre 2015 behauptete sie, dass ein Abgeordneter und Parteikollege der CHP in seinem Büro das obligatorische Atatürk-Porträt abgehängt habe, was sie aber nicht beweisen konnte. Dies führte zu einer Verleumdungsklage des angeklagten Kollegen und endete mit einem Parteiausschluss für Nazlıaka. Im September 2019 wurde ihr durch eine Parteigremium wieder erlaubt, in die Partei einzutreten.
Im Januar 2017 kettete sie sich während einer parlamentarischen Debatte aus Protest gegen die von Präsident Recep Tayyip Erdoğan forcierte Verfassungsreform in der Großen Nationalversammlung mit Handschellen an die Mikrofone des Rednerpults im Plenarsaal. Dies löste einen Tumult aus, der in einem Handgemenge endete.
Sie ist verheiratet und Mutter zweier Kinder.

## Auszeichnungen
- Ehrenpreis der Universität des Nahen Ostens, 2002
- Politikerin des Jahres, 2014